# State House (Seychellen)

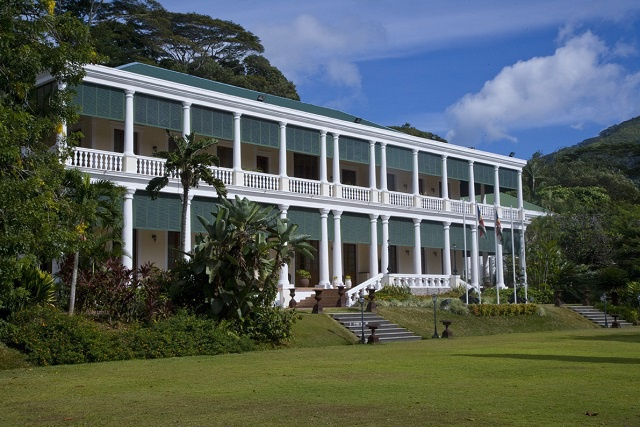
State House (2016)

Das State House ist die offizielle Residenz des Präsidenten der Seychellen.
Das State House wurde 1910 entworfen und gebaut, als die Seychellen noch eine britische Kolonie waren. Damals als „Government House“ bekannt, war es die Residenz der Gouverneure der Seychellen, beginnend mit Sir Walter Davidson im Jahr 1912. Es ist typisch für die Kolonialarchitekturästhetik der Zeit und des Ortes und verfügt über einen zweistöckigen Portikus, der mit weißen Säulen verziert ist. Der Architekt war William Marshall Vaudin, der 1866 auf den Seychellen geboren wurde. Das Gebäude wurde 1976 renoviert, unmittelbar bevor die Seychellen eine unabhängige Republik im Commonwealth of Nations wurden, und erneut im Jahr 2007.
Das State House ist nach wie vor die offizielle Residenz des Präsidenten der Seychellen. Das Gebäude wird als Büro des Präsidenten genutzt und kann theoretisch auch als Wohnhaus des Präsidenten genutzt werden (obwohl der ehemalige Präsident Danny Faure nicht im State House wohnte). Das Gebäude wird für diplomatische Zwecke und staatliche Investituren genutzt und wurde als Nationaldenkmal eingestuft.